# Ralph Wigram
Pour les articles homonymes, voir Wigram.
Ralph Follett Wigram CMG (23 octobre 1890 – 31 décembre 1936) est un fonctionnaire du ministère britannique des affaires étrangères.

## Biographie
Il a contribué à sonner l'alarme sur le réarmement de l'Allemagne hitlérienne en informant Winston Churchill des informations que possédait le ministère. Churchill s'en est servi pour attaquer la politique d'apaisement de Stanley Baldwin. Churchill dans les six volumes qu'il consacre à la Seconde Guerre mondiale, le décrit comme un « grand héros méconnu ». L'autobiographie de Valentine Lawford, qui a travaillé sous ses ordres au Central Department le décrit comme « le Dieu local » et « le volcan du département ». Le rôle historique de Wigram a été porté à l'attention du public par un film consacré à Winston Churchill : The Gathering Storm (où Wigram est interprété par Linus Roache), ainsi que la mini-série Winston Churchill: The Wilderness Years (où il est interprété par Paul Freeman).

## Formation
Wigram est le fils d'Eustace Rochester Wigram et de Mary Grace Bradford-Atkinso. Il a une sœur cadette, Isabel. Il est le petit-fils du révérend Joseph Cotton Wigram, archevêque de Rochester. Il est le cousin en second de  Lord Wigram. Il a été formé à Eton et à l'University College d'Oxford. Il est fait compagnon de l'ordre de Saint-Michel et Saint-Georges en 1933.